# Wapen van Beerse
Het wapen van Beerse is het heraldisch wapen van de Antwerpse gemeente Beerse. Het wapen werd op 31 december 1926 per Koninklijk Besluit aan de gemeente toegekend. De bekendmaking vond plaats op 26 februari 1927 in het Belgisch Staatsblad.Op 12 mei 1992 is het huidige wapen aan de gemeente toegekend, het werd op 4 januari 1995 bekendgemaakt in het Belgisch Staatsblad.

## Geschiedenis
Beerse maakte van 1386, het jaar waarin voor het eerst de schepenbank vermeld werd, tot 1559 deel uit van het Land van Turnhout. In 1559 werden Beerse en Vosselaar afgescheiden als een aparte heerlijkheid. De heerlijkheid kwam in handen van Jan van Renesse, die al heer was van Elderen. Tussen 1612 en 1626 werd de heerlijkheid weer bij het Land van Turnhout gevoegd. In 1626 werd Beerse-Vosselaar verpand aan Jan de Proost. Na de Vrede van Munster werd het gebied opnieuw, maar nu definitief, bij Turnhout gevoegd. In de 18e eeuw raakten de schepen van Beerse-Vosselaar, er kwamen er meestal drie uit Beerse en twee uit Vosselaar, meer van elkaar gescheiden. De twee groepen begonnen meer als aparte schepenbanken te functioneren. De banken deelden uiteindelijk alleen nog maar de secretaris en hadden dus elk eigen rechterlijke en administratieve colleges, een president-schepen en griffie. De schepenbank van Beerse gebruikte een zegel, waarvan alleen nog bekend is dat het een randschrift had, waarop stond: "+ Sigillvm.scabinorvm.in" in het midden van het de matrijs stond "1589 BEERSE".
Het eerste wapen van Beerse is in 1927 toegekend. Het wapen werd toegekend als zijnde een sprekend wapen. Uit het wapen moest ook de vaderslandsliefde van de bewoners blijken, waardoor het zwaard in het wapen is geplaatst. In 1977 fuseerde de oude gemeente Beerse met de gemeente Vlimmeren. Omdat Vlimmeren een officieus wapen gebruikte, konden de twee wapens niet eenvoudig samengevoegd worden tot een nieuw wapen. Het duurde daardoor 15 jaar voordat een nieuw wapen, dat wel historisch correct is, in gebruik genomen kon worden. Het wapen van Johan de Proost, heer van onder andere Beerse en Vlimmeren van 1626 tot 1648, bleek daar als enige geschikt voor te zijn. De Proost was van ongetitelde adel en had daarom recht op een familiewapen. Het familiewapen was gelijk aan het tweede wapen van Beerse.

## Blazoeneringen
Doordat het wapen een keer is aangepast, zijn er twee blazoeneringen bekend.

### Eerste blazoenering
De eerste blazoenering van het wapen luidde als volgt:
In sabel een zwaard van zilver met gevest van goud paalsgewijs geplaatst, aan weerskanten omgeven van twee naar elkander gewende beeren van goud, genageld en getongd van keel.
Het wapen was zwart van kleur met daarop een zilveren zwaard, met gouden handvat. Het zwaard staat met de kling naar boven. Zowel links als rechts een gouden beer die naar het zwaard toe staat. De nagels en tongen zijn rood van kleur. Officieel mogen kleuren (in dit geval rood en zwart) elkaar in een wapen niet raken, dat zou anders een raadselwapen geven. Echter, omdat het hier om lichaamsdelen gaat mag het wel.

### Tweede blazoenering
De huidige omschrijving van het wapen luidt als volgt:
In lazuur een beurtelings gekanteelde dwarsbalk van goud, vergezeld van drie achtpuntige sterren van hetzelfde. Het schild gehouden door twee beren van goud, geklauwd en getongd van keel, en geplaatst voor een zwaard [van zilver] met gevest van goud.
Het schild is geheel blauw van kleur met erop een dwarsbalk. De dwarsbalk is aan de boven- en onderkant voorzien van kantelen. Boven de dwarsbalk twee achtpuntige sterren en onder de dwarsbalk nog een. De sterren en dwarsbalk zijn allen van goud. De sterren symboliseren de twee sterren uit het oude wapen van Vlimmeren. De twee beren uit het oude wapen fungeren hier, in ongewijzigde vorm, als schildhouders. Het zilveren zwaard is nu achter het schild geplaatst. Het handvat steekt onder het schild uit.